# Tyge Krabbe
Tyge Krabbe (født ca. 1474, død 23. juni 1541) var en dansk rigsmarsk og rigsråd.

## Ægteskab og børn
Krabbe var gift med Anne Nielsdatter Rosenkrantz, der var datter af Christian 2.'s hofmester Niels Eriksen Rosenkrantz (no). Parret var beslægtet i 4. led og måtte derfor fremskaffe pavelig dispensation før ægteskabets indgåelse.
Parret fik flere børn, herunder sønnen Erik Krabbe og datteren Elsebe Krabbe, som blev gift med Peder Skram.

## Kongetro lensmand
Som tolvårig kom Tyge Krabbe i kong Hans' tjeneste og deltog i 1487 i Gotlandstogtet. I 6-7 år herefter passede han kongens hunde og blev uddannet i krig. I 1495 var han med ombord på Gribshunden på vej mod Kalmar for at slå Sten Sture den Ældre, da skibet brød i brand og sank. Krabbe medvirkede også under slaget ved Rotebro, hvor kong Hans i 1497 slog Sten Stures bondehær.
I 1507 blev han lensmand på Helsingborg Slot og vandt 27. august 1510 Slaget ved Fantehullet (sv) for den skånske adel mod Aake Hansson Thott, som med en svensk rytterstyrke var trængt ind over grænsen og selv faldt i kampen. Snart efter optoges Krabbe i rigsrådet og deltog i 1512 både i rigsmødet i Halmstad og fredsmødet i Malmø samt i rigsrådsmøderne ved Christian 2.s tiltrædelse. Krabbe hjalp kongen med meget betydelige krigslån og fik i 1520 til gengæld pant i Helsingborg len. På uærlig vis fik han også Christian 2. til at overdrage ham Fiskbæk (tolv gårde ved Viborg), som han uretmæssigt påstod, tilhørte hans slægt. Da sandheden kom frem, tabte han Helsingborg, som kongen gav til Otte Krumpen som belønning for det vellykkede Sverigestogt i 1520.
Krabbe trak sig forbitret tilbage til sin jyske fædrenegård, Bustrup, i et par år. Han stod uden sikkerhed for sit lån og bidrog til at organisere den voksende modstand mod kongen. I 1523 var han med til at jage Christian 2. ud af landet. 

## Oprør mod Christian 2.
Krabbe var ikke alene om at være misfornøjet med Christian 2., så de jyske råder mødte ikke frem til herredag 9. november 1522 i København. I stedet samlede de sig til rådslagning i Viborg. Krabbe ville have Christian 2. afsat og fik støtte af de jyske bisper - undtagen Ove Bille. Et brev, som opfordrede hertug Frederik til at overtage den danske krone, blev underskrevet og beseglet af Krabbe, ligesindede råder og de fleste af bisperne. Krabbes svogre, Oluf Rosenkrantz og Erik Banner, samt Mogens Gøye ønskede ved dette møde kun kongens rådgivere fjernet. 
På et nyt møde i Viborg 20. januar 1523 udstedte de samme, som havde underskrevet sammensværgelsesbrevet, et endnu skarpere brev til Christian 2., og i løbet af marts sluttede Krabbes to svogre og Mogens Gøye sig ret nødtvungent til oprørerne.
Da Frederik 1. kom til magten i 1523, fik Tyge Krabbe som tak Fiskbæk gods og Helsingborg len samt embedet som rigsmarsk.
I 1524 slog Krabbe med hård hånd ned på bondeoprør i Skåne, men året efter led han nederlag og nåede kun med nød og næppe tilbage til Malmø, som med Helsingborg var de eneste dele af Skåne, som var under hans og kongens kontrol. Først da Johan Rantzau ankom med landsknægte og ryttere i 1525, blev Skåne erobret tilbage. Efter oprøret procederede han selv som anklager i kongens sag mod adelsmanden Niels Brahe, som havde deltaget i oprøret. Efter Brahe blev fradømt liv og gods, forsynede Krabbe sig med størstedelen af godset. Brahe flygtede, men blev fanget i 1529, og Krabbe lod ham underkaste tortur, inden han blev halshugget i København.
Christian 2. blev hyldet som konge i Norge og ankom til forhandlinger i København i 1532 under løfter om frit lejde. Tyge Krabbe var forhandler og synes at have ansvaret for, at løfterne blev brudt, og Christian 2. sendt til Sønderborg som fange.

## Grevens Fejde
Tyge Krabbe var "gammeltroende" og holdt fast på katolicismen og bekæmpede de lutherske i Skåne. Under Grevens Fejde sluttede han sig sammen med den skånske adel ikke desto mindre til den lutheranske grev Christoffer af Oldenburg, som støttede den udadtil katolske Christian 2., Tyge Krabbes gamle fjende, da greven med en flåde fra Lübeck ankom til Skåne.
Imidlertid faldt han sine nye allierede i ryggen under slaget ved Helsingborg i 1535 og lod Kärnans kanoner beskyde lybækkerne bagfra. Det betød deres endelige nederlag. Han sluttede sig herefter til Christian 3. – som han ellers ved Frederik 1.'s død i 1533 havde forsøgt at undgå at få til konge, eftersom Christian var lutheraner.

## Alderdom og død
Christian 3. tålte Tyge Krabbe som rigsmarsk til hans død i 1541, men allerede kort efter krigen i 1536 blev han afsat som statholder i Skåne og tvunget til at afstå Helsingborg til sin svigersøn Peder Skram. De sidste fem år levede han som herremand på Vegeholm, det skånske gods, som han havde konfiskeret fra Niels Brahe i 1525. Han ligger begravet i Strövelstorp Kirke (sv).